# Микитюк Олег Михайлович
Микитюк Олег Михайлович (* 2 квітня 1981 року, м. Сокиряни Чернівецька область) — музикант, доктор філософії в галузі «культура і мистецтво» за спеціальністю «музичне мистецтво», старший викладач кафедри баяна та акордеона Національної музичної академії України ім. П. І. Чайковського, багаторазовий лауреат міжнародних конкурсів, акордеоніст-виконавець, аранжувальник, диригент.

## Біографія
Олег Микитюк народився 2 квітня 1981 року в місті Сокиряни, Чернівецької області. Своє знайомство з музикою почав у п'ятирічному віці. Перший виступ відбувся на початку 1987 року — акомпанував тоді дитячому хору.
З 1991 року продовжив навчання в Сокирянській дитячій музичній школи в класі блискучого молодого акордеоніста Олега Московчука. Педагог остаточно вплинув на творчий вибір свого учня. Після від'їзду Московчука за кордон, рік навчався у педагога, директора муз. школи, композитора і диригента Михайла Мафтуляка, який і підготував свого учня до вступу в музичне училище. На той час, молодий виконавець часто бере участь в різних конкурсах і фестивалях обласного та місцевого значень, де майже завжди отримує призові місця. Одним з головних стала перемога на дитячому міжнародному конкурсі в м. Дрокія, Молдова (1996 р.).
У 1996 р. закінчив Сокирянську середню школу № 2 і з відзнакою по класу акордеона дитячу музичну школу.
З 1996 по 1999 рік навчання в класі Семена Михайловича Козлова (Чернівецьке музичне училище ім. С. Воробкевича). Під великим авторитетним впливом свого вчителя, у якого за спиною досвід роботи не з одним десятком своїх випускників, багато з яких продовжують нести свою творчість по всьому світу, виробився новий професійний підхід до акордеонної музики і до мистецтва в цілому. За цей час були відшліфовані основні прийоми, навички, інтонаційна виразність, а також ідейно-образне мислення. Семен Михайлович Козлов прищепив Олегу одну з головних своїх властивостей — це працездатність. Навесні 1999 року стає лауреатом всеукраїнського конкурсу молодих виконавців «Нові імена» (Київ).
Влітку 1999 року, коли до закінчення училища залишався ще один рік, Олег поїхав до Києва спробувати свої сили на вступних іспитах до Національної музичної академії України ім. П. І. Чайковського і склав їх на відмінно, після чого став студентом академії. З цього моменту почався новий професійний етап творчості. Пов'язані вони, в першу чергу, з навчанням в класі чудового педагога, відомої виконавиці не тільки в Україні, але і в Європі, концерти, якої, проходять з великим успіхом, Народною артисткою України, професоркою Євгенією Черказовою. Багато часу приділялося на підготовку до концертної діяльності, виховувалася виконавчо-інтерпретаційна самостійність, естетика почуттів і емоцій, зрілість творчого мислення і художньої діяльності.
Закінчив консерваторію з відзнакою як спеціаліст і магістр музичного мистецтва, здобувши кваліфікацію виконавця-викладача по класу акордеона та диригента народного оркестру. Також отримав направлення кафедри на навчання в асистентуру-стажування при аспірантурі Національної музичної академії України ім. П. І. Чайковського. Будучи асистентом з 2004 по 2007 рр. вів підготовку нових концертних програм, а також займався зі студентами в класі Євгенії Черказової. Закінчив асистентуру з відзнакою та випускною кваліфікацією концертний виконавець, викладач вищого навчального закладу IV рівня акредитації. За всі роки навчання в консерваторії став семиразовим лауреатом міжнародних конкурсів і один раз дипломантом.
З 2020 по 2025 роки навчався в аспірантурі Сумського державного педагогічного університету ім. А. С. Макаренка, де захистив кандидатську дисертацію на тему «Акордеонно-баянне мистецтво Буковини у контексті розвитку українського інструменталізму другої половини ХХ — початку ХХІ століть» та здобув ступінь Доктора філософії в галузі знань Культура і мистецтво за спеціальністю Музичне мистецтво (кандидат мистецтвознавства).
У репертуарі виконавця музика різноманітних епох та жанрів: від музики бароко до сучасної класики, фольклорної музики та естрадних мініатюр. У Фонді Українського Радіо зберігаються записи у виконанні Олега Микитюка: «Партита № 3» Анатолія Білошицького (2001 р.) та о «Концерт для акордеона з оркестром» Олександра Олексієнка у супроводі Заслуженого академічного симфонічного оркестру Українського радіо під керівництвом Заслуженого діяча мистецтв України, Народного артиста України Володимира Шейка (2023 р.).
Олег Микитюк постійно бере участь в різних концертах, як в Україні, так і за її межами. Вже стали традиційними його сольні виступи в залі Чернівецької обласної філармонії, де відбулися три сольні концерти: в 2003 році, в 2007 — у супроводі симфонічного оркестру, та в 2013. Також в 2005 році — концерт в залі органної музики (м. Чернівці). Неодноразові виступи виконавця відбувалися в Колонному залі ім. М. Лисенка Національної філармонії України, залах Будинку актора і Будинку вчених (м. Київ).
Неодноразово брав участь у концертах в містах Гамбург, Любек (Німеччина), П'яченца, Брешія, Верона, Болон'я (Італія). У 2006 році взяв активну участь в підтримці Збірної України з футболу на чемпіонаті світу в Німеччині, де зіграв концерт на одній сцені із українською співачкою Русланою та гуртом «Гайдамаки». Також, з великим успіхом виступив у м. Сокиряни 4 вересня 2009 р. на святкуванні 75-річчя від дня народження композитора, директора музичної школи, заслуженого працівника культури України Михайла Мафтуляка. Музиканта із задоволенням запрошують на різні фестивалі народної та естрадної музики.
Влітку 2009 р. Олег Микитюк пройшов стажування при інституті музики в м. Аоста (Італія) у професора акордеона Джоржио Делароли і одержав диплом «Майстер-клас».

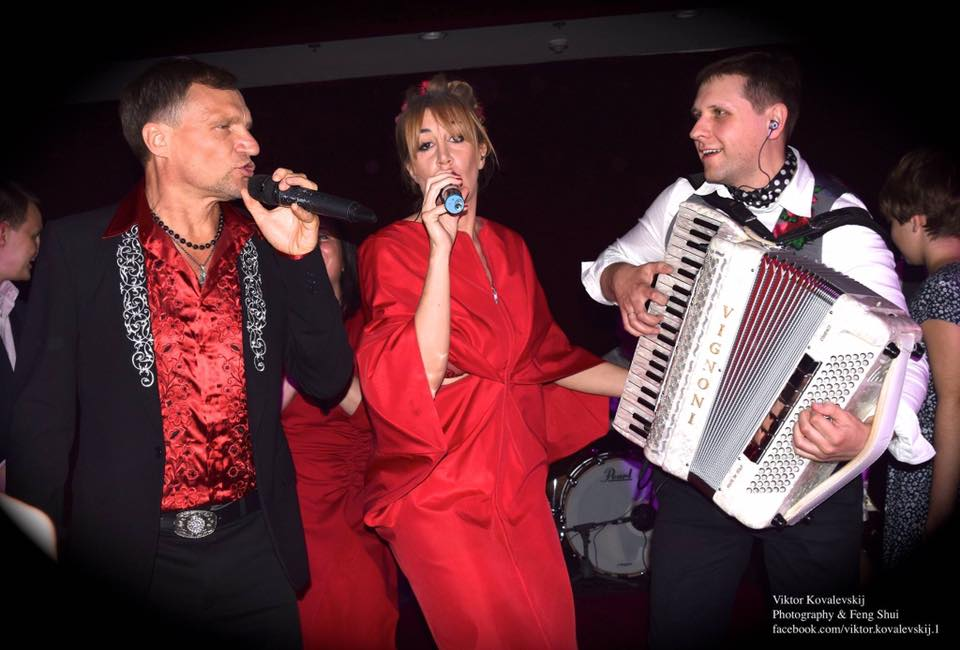
Олег Микитюк з Олегом Скрипкою та Ін-Ґрід на концерті в Києві

Окрема сторінка в творчості Олега Микитюка — це участь в складах різних ансамблів класичної та народної музики. Значною подією стало співробітництво з відомим рок-музикантом Олегом Скрипкою, де в його джазовому проєкті виконує партію акордеона. Випущений перший сингл даного проєкту «Серце у мене вразливе» і альбом «Жоржина». В рамках програми виступав також із всесвітньовідомою співачкою Ін-Грід.
В 2005 році Олег Микитюк разом зі скрипалем, Народним артистом України Володимиром Литвиним та контрабасистом Любомиром Фещаком створює ансамбль «Trio Family», який виконує як класичну, так і народну музику. А в 2009 році випущений альбом тріо, з програмою якого колектив виступав на різноманітних офіційних заходах, зокрема — в м. Женева на дні української культури, організованою асоціацією швейцарських банків (2011 р.) та офіційному прийомі делегації УЄФА на фінальній частині чемпіонату Європи з футболу, який відбувся 2012 року в Україні. У 2016 році на основі тріо було створено проєкт «Puro Sonido Del Tango», де в розширеному складі колектив виконує музику в стилі аргентинського танго.
З 2007 року виконує партію акордеона у виставах Національного театру опери і балету ім. Т. Г. Шевченка.

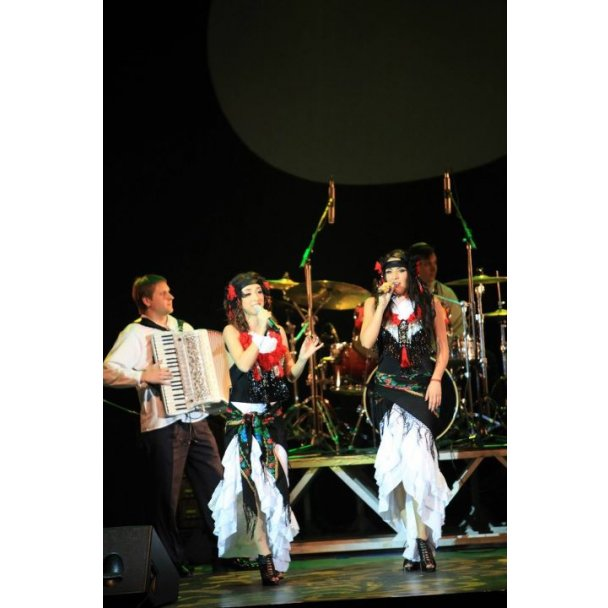
На концерті проєкту «Алібі-Фольк»

У 2009 році виступив у ролі концертмейстера та аранжувальника пісень на концерті народної артистки України Ніни Матвієнко, що відбувся в Національній Опері України ім. Т. Г. Шевченка.
У 2011 році взяв участь в музичному проєкті «Алібі-Фольк» разом із сестрами Завальськими, в якому були записані і виконані українські народні пісні в сучасній обробці.
Як аранжувальник студії звукозапису Олег Микитюк працює над створенням музичних треків для різних виконавців, а також є автором усіх аранжувань своїх виконань. Відомі саундтреки до фільмів «Доярка з Хацапетівки», «Сільський романс», у створенні яких брав участь Олег Микитюк. А в 2017 і сам знявся в епізодичній ролі музиканта-акордеоніста у фільмі «Екс», режисера Сергія Лисенка. Восени 2020 року знявся в комедійному серіалі «Папік» режисера Андрія Яковлева, де виконав твір М. А. Римського-Корсакова «Політ джмеля».

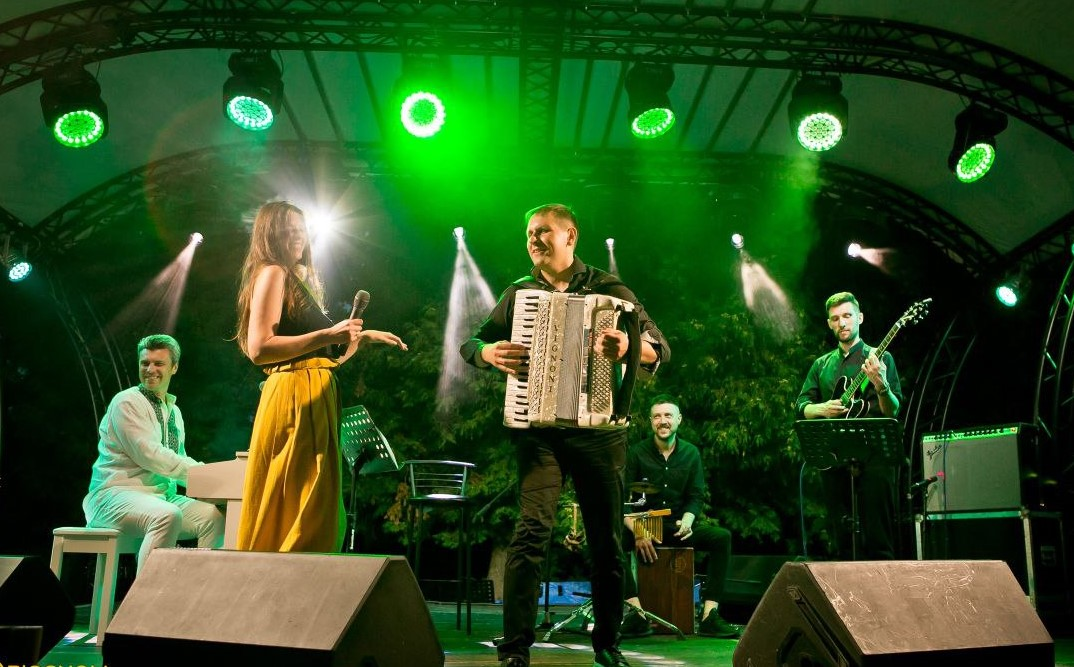
На концерті у Львові з Євгеном Хмарою та Дариною Ковтун

Співпрацює з музикантом Євгеном Хмарою в рамках його проєту Odara.
У 2018 році Микитюк О. М. виступив із сольними номерами в Національному палаці мистецтв «Україна» на ювілейному концерті Народного артиста України Анатолія Матвійчука. Разом із всесвітньо відомим композитором Євгеном Догою виконав композиції написані для акордеона з оркестром на творчих концертах маестро, що відбулися в лютому 2021 року м. Києві.

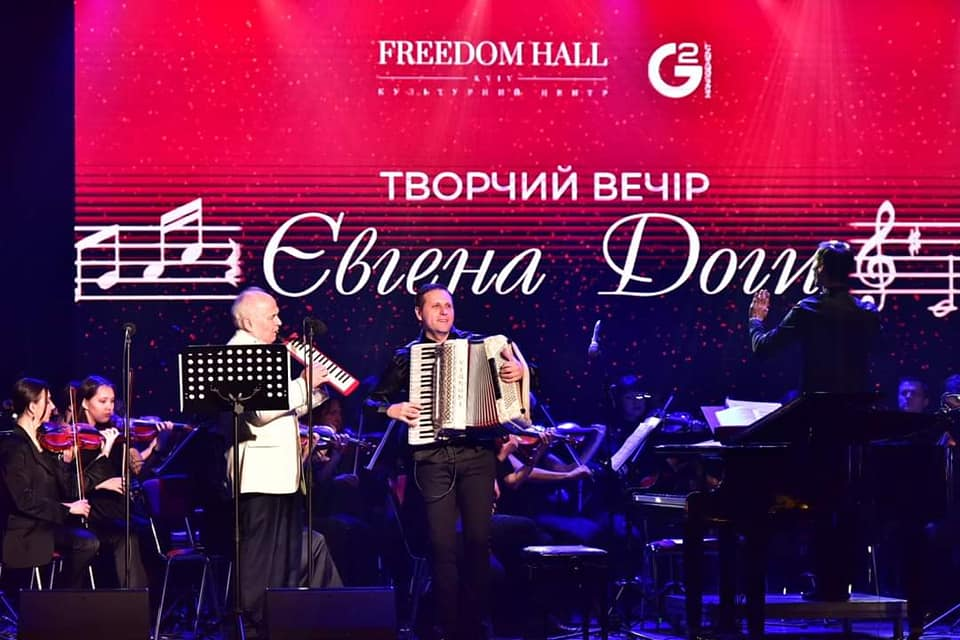
На творчому вечорі Євгена Доги

В листопаді 2021 року зіграв на «Вечорі вальсу», що відбувся в Київському національному академічному театрі оперети у супроводі оркестра театру під керівництвом Заслуженого діяча мистецтв України Сергія Дідка.

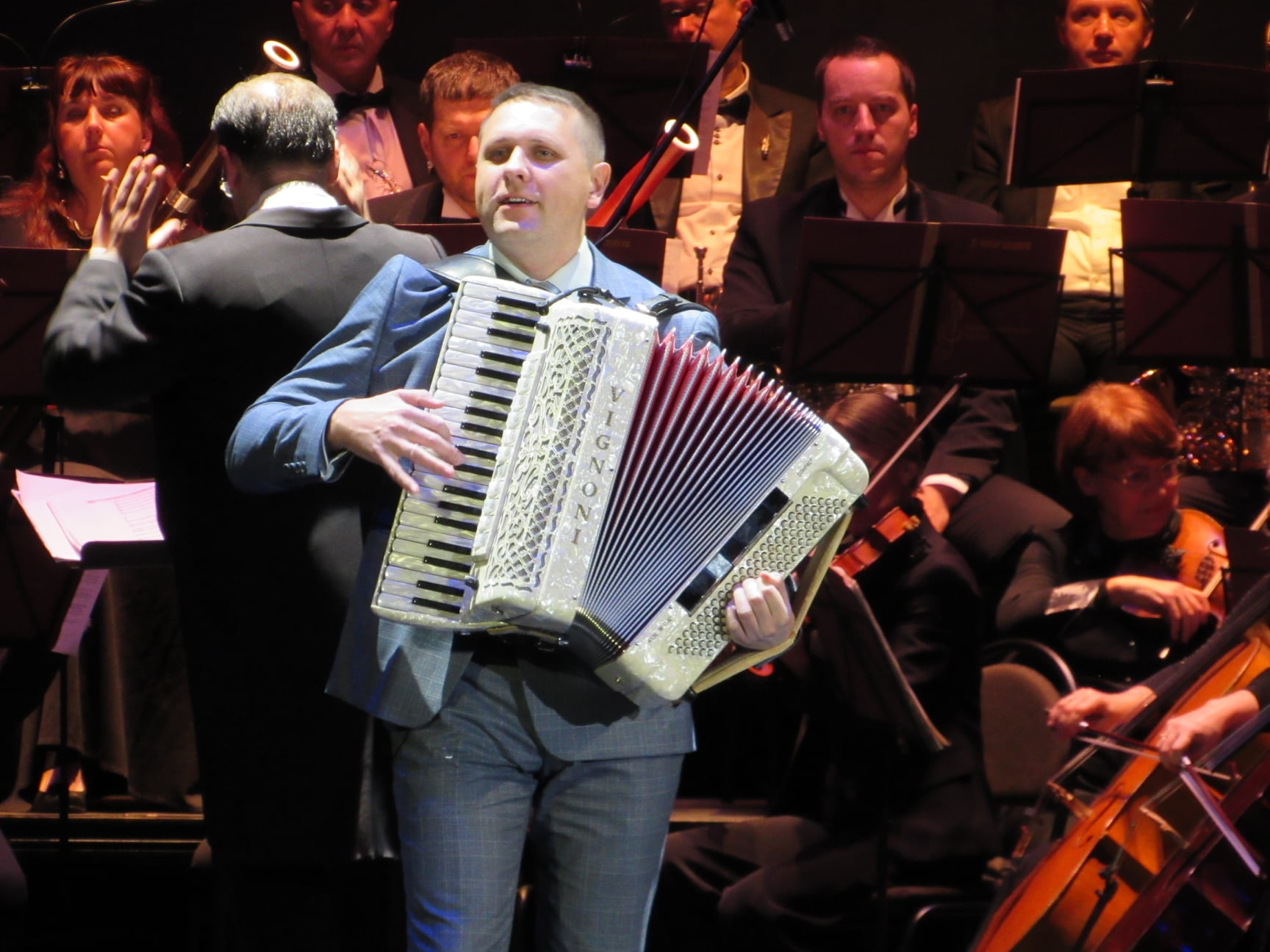
Виступ на «Вечорі вальсу» в Київському національному академічному театрі оперети у супроводі оркестру

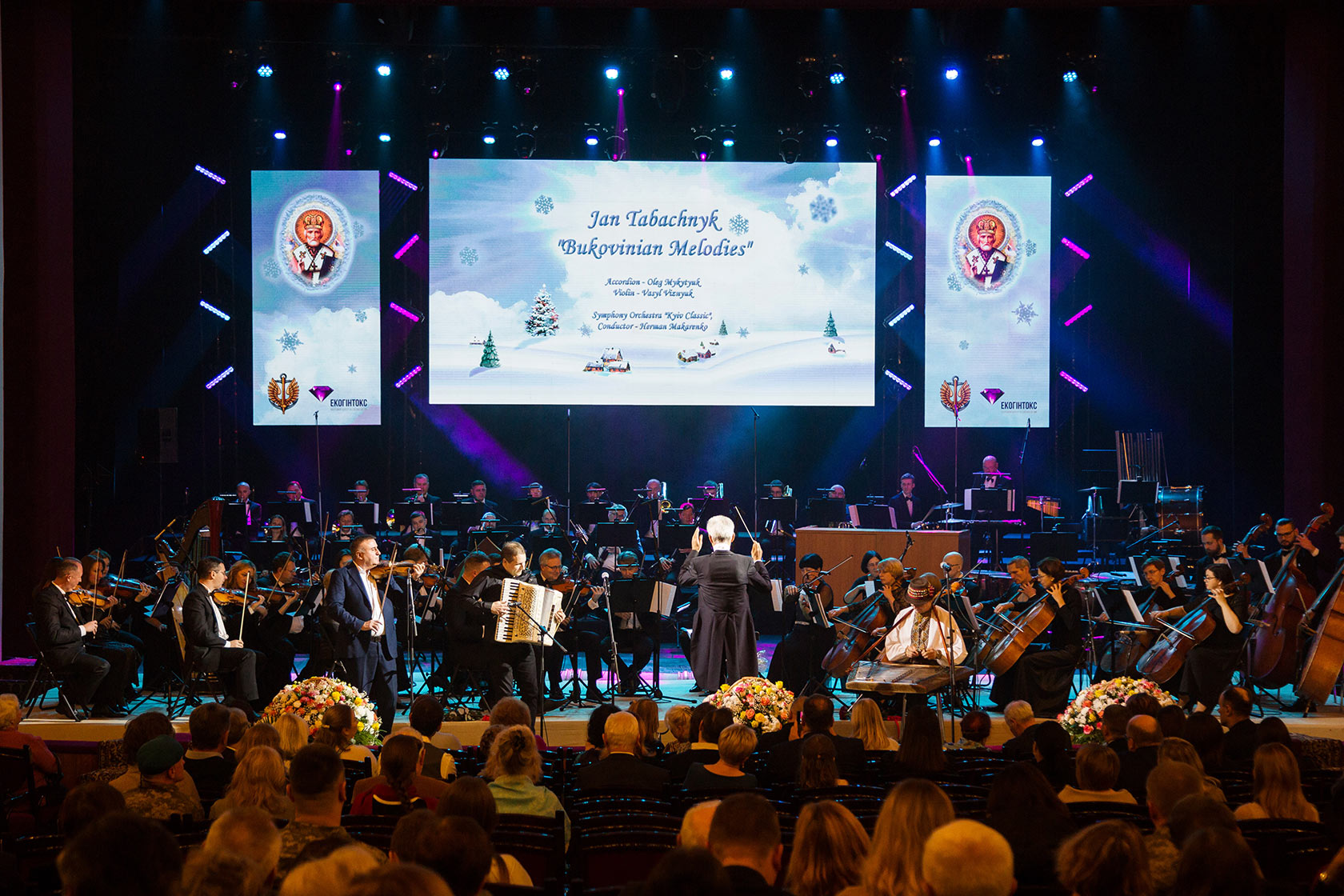
Концертний виступ у супроводі «Kyiv Classic Orchestra» під керівництвом Народного артиста України Германа Макаренка у Національній опері України

З 2022 року співпрацює з оркестром «Kyiv Classic Orchestra» під керівництвом Народного артиста України Германа Макаренка.
З 2018 року працює на посаді викладача, а з 2019 — старшого викладача кафедри баяна та акордеона Національної музичної академії України ім. П. І. Чайковського, а також з 2009 по 2024 роки керував оркестром народних інструментів клубу «Медик» при Національному медичному університеті ім. О. О. Богомольця.

## Наукова діяльність
У науковому доробку музиканта є опубліковані праці:
- «СТАНОВЛЕННЯ ТА РОЗВИТОК АКОРДЕОННО-БАЯННОЇ ОСВІТИ БУКОВИНИ У ДРУГІЙ ПОЛОВИНІ XX — НА ПОЧАТКУ XXI СТОЛІТТЯ» у міжвузівському збірнику наукових праць молодих вчених Дрогобицького державного педагогічного університету імені Івана Франка «Актуальні питання гуманітарних наук» (2021. — Вип. 38. Том 2. — с. 72 -78). URL: https://www.aphn-journal.in.ua/archive/38_2021/part_2/14.pdf

- «Початкова освіта у сфері акордеонно-баянного мистецтва Буковини: історія та перспективи» (Слобожанські мистецькі студії, випуск 2 (05), 2024), DOI: 10.32782/art/2024.2.13

- «Методика виховання творчого потенціалу акордеоніста (баяніста) в педагогічній діяльності Семена Козлова» (Fine Art and Culture Studies, 3, 43–49) URL: https://doi.org/10.32782/facs-2024-3-7

- «Етнокультурні та фольклорні впливи на розвиток акордеонно-баянного мистецтва Буковини» («KELM (Knowledge, Education, Law, Management)» № 7(67), 2024) DOI: https://doi.org/10.51647/kelm.2024.7.8

Також музикант бере активну участь у міжнародних наукових конференціях.

## Творчі здобутки
- 1996 — лауреат міжнародного конкурсу молодих виконавців у м. Дрокія Республіки Молдова
- 1999 — лауреат всеукраїнського конкурсу «Нові імена» (м. Київ)
- 2001 — лауреат міжнародного конкурсу «Донбас-2001» (м. Луганськ)
- 2005 — лауреат двох перших премій міжнародного конкурсу в категоріях «Класика» та «Естрадне виконання» (м. Монтезе, Італія)
- 2007 — володар першої премії міжнародного конкурсу (м. Ербеццо, Італія)
- 2007 — лауреат других премій міжнародних конкурсів «Карло Чіварді» та «Вальтідоне» (Італія)
- 2007 — дипломант міжнародного конкурсу «Аккохолідей» (м. Київ)
- 2009 — лауреат другої премії міжнародного конкурсу «Аккохолідей» (м. Київ)

У 2006 р випущений перший сольний компакт-диск — «Класичний акордеон». А в 2008 р записані другий і третій диски, під назвою «Академія акордеона». Далі виходили такі альбоми:
2012 — «Accordion Tango»
2013 — «Retro Express»
2016 — «Ethno Dance»
2016 — «Rhythms of the Classics»

## Освіта
- 1988—1996 — загальноосвітня середня школа № 2 м. Сокиряни, Чернівецької обл.
- 1991—1996 — Сокирянська дитяча музична школа
- 1996—1999 — Чернівецьке училище мистецтв ім. Сидора Воробкевича
- 1999—2004 — Національна музична академія України ім. П. І. Чайковського
- 2004—2007 — асистентура-стажування при аспірантурі Національної музичної академії України ім. П. І. Чайковського
- 2020—2025 — аспірантура Сумського державного педагогічного університету імені А. С. Макаренка

## Сімейний стан
Дружина — Емілія Микитюк, заступник директора КЗСМО Білогородська школа мистецтв, викладач вокалу. Виховують трьох дітей: Олександра, Андрія та Єлизавету.